# Добрянський Олександр
Олекса́ндр Іва́нович Добря́нський (1812, Корнациці — 15 вересня 1866, Юрівці) — греко-католицький священник, громадський діяч, посол Австрійського парламенту (1848–1849), Галицького сойму і Райхсрату (1861–1866).

## Життєпис
Народився 1812 року. Після одруження і висвячення у священичий сан у 1843 році, в 1844–1848 рр. був сотрудником парафії містечка Дубецько на Надсянні. У 1848–1854 роках — адміністратор парафії села Юрівці неподалік Сяніка, а з 1854 року і до смерті — місцевий парох.
В 1848 р. обраний до Австрійського парламенту від округу Сянік. В 1861–1866 роках — посол до Галицького сойму (від I курії, округ Сянік, I каденція), делегований соймом до Райхсрату. Після смерті 1866 року замість нього послом сойму був обраний Юзеф Маєр.
Дружина — Габрієла зі шляхетської родини Бекіш, щонайменше 5 синів (двоє померли дітьми) і 2 доньки (одна померла дитиною).
Похований у Юрівцях.